# Joachim Berger
Joachim Berger (23 de Junho de 1913 - † 4 de Março de 1943) foi um comandante de U-Boot, que serviu na Kriegsmarine durante a Segunda Guerra Mundial.